# Edward Roski, Jr.
Edward P. Roski, Jr., född 1938 i Oklahoma är en amerikansk miljardär som är rankad som den 397:e rikaste personen i världen med en förmögenhet på 1,8 miljarder USD enligt den amerikanska ekonomiskriften Forbes.
Han är både ordförande och VD för Majestic Realty Co., som är ett av USA:s största och äldsta privata företag inriktat på fastighetsutveckling. Företaget har varit nummer ett i Los Angeles över tio år inom detta affärsområde. Majestic äger, driver och leasar ut nästan 5,6 miljoner km² fastighetsyta över hela USA.
Roski är minoritetsägare i Los Angeles Lakers i NBA och Los Angeles Kings i NHL och var med och finansierade bygget av Staples Center med sin ägarkollega Philip Anschutz.